# Lago Villarino
Lago Villarino är en sjö i Argentina.   Den ligger i provinsen Neuquén, i den sydvästra delen av landet, 1 300 km sydväst om huvudstaden Buenos Aires. Lago Villarino ligger 931 meter över havet. Arean är 4,8 kvadratkilometer. Den sträcker sig 2,2 kilometer i nord-sydlig riktning, och 5,7 kilometer i öst-västlig riktning.
I omgivningarna runt Lago Villarino växer i huvudsak blandskog. Runt Lago Villarino är det mycket glesbefolkat, med 6 invånare per kvadratkilometer.